# Wheelin' and Dealin'
Wheelin' & Dealin' est un album du saxophoniste de jazz John Coltrane enregistré le 20 septembre 1957  chez Prestige, et sorti en avril 1958

## Titres
| No | Titre                             | Musique | Durée |
| -- | --------------------------------- | ------- | ----- |
| 1. | Things Ain't What They Used to Be |         | 8:27  |
| 2. | Wheelin' (Take 2)                 |         | 11:22 |
| 3. | Wheelin'" (Take 1)                |         | 10:25 |
| 4. | Robbin's Nest                     |         | 15:33 |
| 5. | Dealin' (Take 2)                  |         | 10:16 |
| 6. | Dealin' (Take 1)                  |         | 9:59  |

## Musiciens
- John Coltrane : Saxophone ténor
- Paul Quinichette : Saxophone ténor
- Frank Wess : Saxophone ténor, flûte
- Mal Waldron : Piano
- Doug Watkins : Contrebasse
- Arthur Taylor : Batterie